# Винка Лозића шаљиви календар
Винка Лозића шаљиви календар, наше прво шаљиво издање, покренуо је у Будиму Јован Стерија Поповић 1830. године.

## Историјат
У Будиму је Јован Стерија Поповић 1830, 1832. и 1835. објавио своја три „Винка Лозића шаљива календара“ и то су били први шаљиви годишњаци покренути у српској периодици. 
У њима се могао прочитати и овај афоризам:
| „ | Питали једнога, зашто је себи малу жену узео – Мој брате, одговори овај, кад се зло бира, треба најмање изабрати. | ” |

### ВаријантеВинка Лозића шаљивог календара
Јован Стерија Поповић је објавио три „Винка Лозића шаљива календара“:
1. Нови забавни календар / У којем се свашта налази, али само нема што се тражи.– Будим, 1830. године.
2. Винка Лозића други забавни календар/ У којем се свашта налази, али само онога нема што се тражи. – Будим, 1832. године.
3. Весељак за годину 1835. или Винка Лозића трећи забавни календар/ У ком се оно налази што се не тражи. – Будим, 1835. године.[1]

### Ауторство
Око Стеријиног ауторства, посебно када је у питању издање из 1830. године многи аутори се не слажу. Стерија није потписао 1830. године издање првог календара те је то дало повода да му се оспорава ауторство. У књизи „Летопис српског народа“ Миодрага Матицког стоји да је Павле Шафарик изнео мишљење да је аутор Новог забавног календара „који је израдио Винко Лозић, астролог“ у ствари Аврам Бранковић.

### Периодичност излажења
Издата су три календара: 1830, 1832. и 1835. године.

### Место и година издавања
Будим, 1830-1835.

### Тематика
Календар је имао своје шаљиве рубрике и чиниле су их досетке, шале, анегдоте.

## Карикатуре
Прва штампана карикатура у српској шаљивој периодици објављена је у Стеријином Винка Лозића шаљивом календару, чији је аутор био сликар Димитрије Аврамовић, који се данас сматра „оцем српске карикатуре“.

## Особеност календара
Стеријин поступак при изради ових календара је био особен. Престављају пародије, попут Раблеове из 1455, разних „прогностигона“ који су објављивани широм Европе од бројних „асролога“. Стеријин шаљиви календар је први такве врсте у нашој периодици и био је узор многим нашим ауторима.

## Нова издања календара
Штампано је фототипско издање 1956. године, а шири избор ових календара објављен је у Даници, српском народном календару за 2006. годину који издаје Вукова задужбина у Београду.